# Cosmo Gordon Lang
William Cosmo Gordon Lang, 1st Baron Lang of Lambeth, född 31 oktober 1864, död 5 december 1945, var en brittisk ärkebiskop.
Lang var son till en präst inom presbyterianska kyrkan, och blev efter studier i Glasgow och Oxford 1894 fellow vid Magdalen College i Oxford. Efter några år som kyrkoherde i Portsea blev Lang 1901 suffraganbiskop i Stepney, och dessutom canon vid Sankt Pauls-katedralen och 1908 ärkebiskop av York. År 1928 blev han ärkebiskop av Canterbury. Som högkyrkoman av äldre typ, fullföljde Lang med moderation och klokhet sin närmaste företrädares politik att utan att bryta med statsmakten i görligaste mån hävda kyrkans självbestämmanderätt.
| Ärkebiskopar av Canterbury         |
| ---------------------------------- |
| Företrädare \| Efterträdare        |
| Randall Davidson \| William Temple |